# Pocho Lapouble
Pocho Lapouble (La Plata, Argentina, 1942 - Adrogué, Argentina, 15 de mayo de 2009) fue un baterista, compositor y arreglista de jazz argentino.
Carlos Alberto Pocho Lapouble nació en La Plata. Él y un grupo de adolescentes locales, incluidos los pianistas Alberto Favero y Caco Álvarez, el bajista Guri Baccaro y el trombonista Vicente Izzi, formaron el Grupo de Jazz Contemporáneo La Plata en 1959, actuando juntos hasta 1968 y apareciendo en numerosos conciertos y programas de radio universitarios. Formó un trío con Favero y el bajista Adalberto Cevasco, con quien apareció en el programa de música contemporánea del Instituto Torcuato di Tella en 1971, y en 1972 lanzó su primer disco, Quinteplus, para EMI.
Lapouble se convirtió en un destacado arreglista y músico en el teatro, especialmente para Norma Aleandro, Inda Ledesma, Lito Cruz y Juan Carlos Gené. Se incorporó al cantante Palito Ortega en 1972 como arreglista principal, y comenzó su trabajo en el cine argentino en 1976 para Ortega como director musical en la producción de comedia Dos locos en el aire. Se unió a Cevasco en el trío de jazz del pianista experimental Gustavo Kerestesachi en 1974, y fue honrado en el IV Festival Internacional de Compositores de Jazz en Mónaco, en 1978. Lapouble compuso por primera vez para el cine en la tragedia de 1981 de Alejandro Azzano, Venido a menos. Entre sus muchos otros créditos en Argentina se incluyen arreglos para Sandro, Leonardo Favio, Raúl Lavié, Nacha Guevara, Susana Giménez y Antonio Gasalla, así como numerosos comerciales de televisión local, incluido uno en el que Amelita Baltar, un conocido tango vocalista, comenzó su propia carrera.
Posteriormente se unió al reconocido bandoneonista y compositor de nuevo tango Astor Piazzolla en su sexteto, y luego trabajó con Jorge Anders, Rodolfo Mederos, Dino Saluzzi, Roberto Pettinato y Karlheinz Miklin, entre otros. Fue homenajeado en el Festival de Cine de Cannes en 1985, 1986, 1988, 1993 y 1995, así como en numerosos eventos argentinos. Se reunió con el pianista Alberto Favero para numerosos álbumes y giras, incluido un homenaje a George Gershwin (1993), Stella by Starlight (1996) y su versión de Porgy and Bess (2002). La Sociedad Argentina de Compositores (SADAIC), otorgó un gran premio a su pieza de tango, Palermo Viejo, en 1998. Su banda sonora para la comedia romántica de Juan José Jusid ¿Dónde estás amor de mi vida que no te puedo encontrar? (1992) puso fin a sus colaboraciones cinematográficas, aunque hizo un cameo como él mismo en Felicidades, de Lucho Bender, en 2000.
Lapouble enseñó en su disciplina desde 2002 en adelante en la ciudad bonaerense de Monte Grande, y dirigió el programa de jazz de la Sociedad Argentina de Educación Musical (SADEM) desde 2004. El 15 de mayo de 2009, Lapouble sufrió un derrame cerebral y murió en una clínica de Adrogué a los 67 años.